# 山田泰幸
山田 泰幸（やまだ やすゆき、1948年8月16日 - ）は、日本の消しゴム版画家。北海道帯広市出身。

## 著書
- 「四季の消しゴムスタンプ」（2003年、マール社）ISBN 4-8373-0628-4
- 「消しゴムスタンプ 季節のたより」（2004年、廣済堂出版）ISBN 4-331-51072-7
- 「はじめての消しゴムはんこ」（2007年、山海堂）ISBN 4381022130
- 「消しゴムでかんたん版画」山田泰幸・やまだひろゆき（2017年、マール社）INBN 9784837312734